# ヤコブ・ビヤークネス
ヤコブ・ビヤークネス（Jacob Aall Bonnevie Bjerknes、1897年11月2日 - 1975年7月7日）はノルウェーの気象学者。父である気象学者のヴィルヘルム・ビヤークネスとともにノルウェー学派の代表者。

## 経歴
スウェーデンのストックホルム生まれ。オスロ大学、ライプツィヒ大学で学び、ベルゲン地球物理研究所所員（1918年 - 1920年）、同予報担当官（1920年 - 1931年）、同教授（1931年 - 1940年）などを務めた。1940年からはカリフォルニア大学ロサンゼルス校気象学教授となった。
スイス、イギリス、カナダ、アメリカの天気予報業務の顧問をし、第二次世界大戦中はアメリカ空軍の顧問をした。温帯低気圧の構造、大気の安定度に関する研究、多重成層圏の確認などで名高い。

## 受賞歴
- 1940年 - サイモンズ・ゴールドメダル
- 1945年 - ウィリアム・ボウイ・メダル
- 1959年 - 国際気象機関賞
- 1960年 - カール＝グスタフ・ロスビー研究賞
- 1966年 - アメリカ国家科学賞